# Nudes (série télévisée)
Pour les articles homonymes, voir Nude.
Nudes est une mini-série française en dix épisodes d'environ 28 minutes divisée en trois récits, et mise en ligne le 1er février 2024 sur Amazon Prime Video.
Cette série est notamment indisponible au Québec.

## Synopsis
De jeunes adultes (étudiante, lycéenne, collégienne), sont confrontées à la problématique du cyberharcèlement, après la diffusion d'images intimes (nudes) des jeunes femmes, mises en ligne à leur insu sur l'Internet.

## Fiche technique
- Épisodes 1 à 4
  - Protagoniste : Victor
  - Réalisatrice : Andréa Bescond
  - Scénaristes :
    - David Fortems
    - Marie-Cécile Françon
    - Anne-Lise Rivoire
    - Julie-Albertine Simonney
- Épisodes 5 à 7
  - Protagoniste : Sofia
  - Réalisatrice : Sylvie Verheyde
  - Scénaristes :
    - David Fortems
    - Julie-Albertine Simonney
- Épisodes 8 à 10
  - Protagoniste : Ada
  - Réalisatrice : Lucie Borleteau
  - Scénaristes :
    - David Fortems
    - Victor Lockwood
    - Marine Maugrain-Legagneur
    - Julie-Albertine Simonney
- Sociétés de production : Wild Bunch, Alcatraz Films
- Genre : Drame
- Pays :  France
- Diffusion : Amazon Prime Video
- Date de diffusion : 1er février 2024

## Distribution
- Épisodes 1 à 4 (protagoniste : Victor)
  - Baptiste Masseline : Victor
  - Raïka Hazanavicius : Capucine
  - Hubert Delattre : Guillaume de Béranger
  - Constance Dollé : Marianne de Béranger
  - Louise Labèque : Sarah Dulac
  - Waly Dia : Adam Kebe
  - Adil Dehbi : Bilel
  - Carla Poquin :
  - Victor Bonnel : Nicolas
  - Antonia Buresi : Maître Delcasse
  - Clara Choï : Lian
  - Marie Ros :

- Épisodes 5 à 7 (protagoniste : Sofia)
  - Léonie Dahan-Lamort : Sofia
  - Shirel Nataf : Yasmine
  - Naomi Ekindi : Alex
  - Anna Biolay : Camille
  - Prune Richard : Marisia
  - Gringe : Fabrice
  - Elyes Aguis : Chris
  - Agathe Saliou : Théa
  - Tahir Mbaye : Ousmane
  - Didier Michon : Emir
  - Eliott Hameau :

- Épisodes 8 à 10 (protagoniste : Ada)
  - Nelligan : Ada
  - Julia Lebib : Julie
  - Irina Muluile : Madame Traoré
  - Claire Dumas : Marie
  - Jérémy Gillet : Sébastien
  - Thibault Bonenfant : Matéo
  - Leeloo Eyme : Chloé
  - Anatole Jouanne : Noé
  - Laure Giappiconi : La Proviseure

## Épisodes
1. Victor - Président !
2. Victor - Parole contre parole
3. Victor - Sur le fil
4. Victor - Actes et conséquences
5. Sofia - Princesse
6. Sofia - La Honte
7. Sofia - Confrontations
8. Ada - Matéo
9. Ada - Chute
10. Ada - Alliance